# Authentication Header
Authentication Header (AH) – protokół do zapewnienia uwierzytelniania i integralności pakietów IP w IPsec, gdzie używany jest także protokół Encapsulating Security Payload (ESP). AH (jak i ESP) wykorzystywane są w trybach pracy: transportowym lub tunelowym. AH został opisany w RFC 2402 ↓, a ESP w RFC 2406 ↓.